# Кнутанж
Кнутанж (фр. Knutange) је насеље и општина у Француској у региону Лорена, у департману Мозел.
По подацима из 2011. године у општини је живело 3247 становника, а густина насељености је износила 1336,21 становника/km².

## Демографија
| 1962. | 1968. | 1975. | 1982. | 1990. | 2011. |
| ----- | ----- | ----- | ----- | ----- | ----- |
| 5.767 | 4.433 | 4.104 | 3.649 | 3.772 | 3.247 |